# Kenichi Fukui
Ken’ichi Fukui  (jap., Fukui Ken’ichi;  Nara 4. listopada 1918. -  Kyoto 9. siječnja 1998. )  bio je japanski kemičar, dobitnik je Nobelove nagrade za kemiju .

## Životopis
Rođen je u Nari u Japanu kao najstariji od trojice sinova Ryokichija Fukuija trgovca s inozemstvom i direktora tvornice i Chie Fukui.

## Znanstvena karijera
Prvo Fukuijevo znanstveno otrkiće dogodilo se 1952. kad je otkrio korelaciju između gustoće graničnih elektrona i kemijske reaktivnosti kod aromatskih ugljikovodika.
Nobelovu nagradu dobio je 1981. zajedno s Roaldom Hoffmannom "za teorije u svezi tijeka kemijskih reakcija".